# RAC Rallye 1987

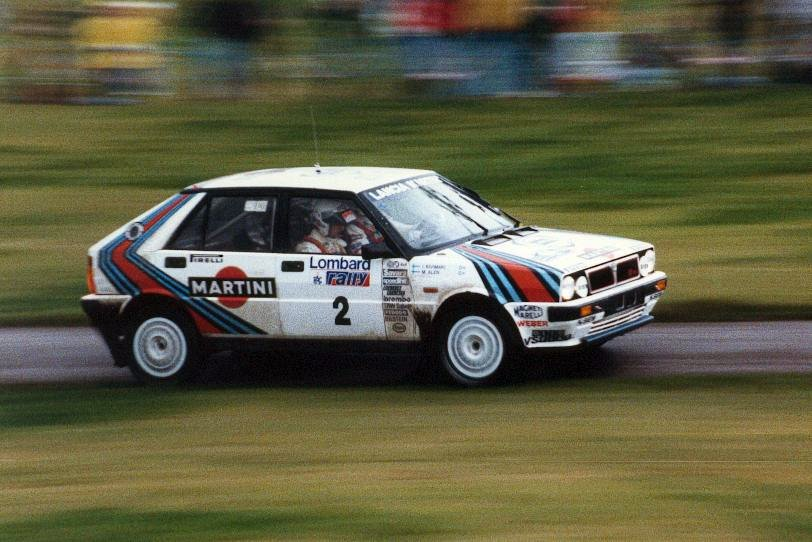
Markku Alen na trati RAC Rallye 1987

RAC Rallye 1987 byla třináctou a poslední soutěží mistrovství světa v rallye 1987. Zvítězil Juha Kankkunen, který se stal mistrem světa pro rok 1987. Ze soutěže byl na konci diskvalifikován Per Eklund.
Po úvodních testech vedl Juha Kankkunen s vozem Lancia Delta HF. Druhý byl Mikael Ericsson a pátý Markku Alen. Oba pilotovali další vozy Lancia. Na třetím místě se držel Per Eklund s vozem Audi Quattro. Kankkunen udržoval vedoucí pozici i v třetí etapě. To už se ale Alen dotáhl na druhé místo. Ericsson havaroval a propadl se na devátou pozici. Třetí byl Eklun a čtvrtý Stig Blomqvist na voze Ford Sierra RS Cosworth. Na pátém místě byl mistr británie Jimmy McRae s další Sierrou. Opět havaroval Alen a jeho ztráta na Kankkunena stále narůstala. Po Eklundově diskvalifikaci skončil druhý Blomqvist a třetí McRae. Za nimi se seřadily vozy Lancia v pořadí Ericsson a Alen. 

## Výsledky
1. Juha Kankkunen, Piironen - Lancia Delta HF
2. Stig Blomqvist, Cederberg - Ford Sierra RS Cosworth
3. Jimmy McRae, Grindrod - Ford Sierra RS Cosworth
4. Mikael Ericsson, Johansson - Lancia Delta HF
5. Markku Alen, Kivimaki - Lancia Delta HF
6. Llewelin, Short - Audi Quattro
7. Jonsson, Johansson - Opel Kadett GSi
8. Carlos Sainz, Boto - Ford Sierra Cosworth
9. Kenneth Eriksson, Dietman - Volkswagen Golf II GTI 16V